# Cryosophila williamsii
Cryosophila williamsii är en enhjärtbladig växtart som beskrevs av Paul Hamilton Allen. Cryosophila williamsii ingår i släktet Cryosophila och familjen Arecaceae. Inga underarter finns listade i Catalogue of Life.

## Bildgalleri

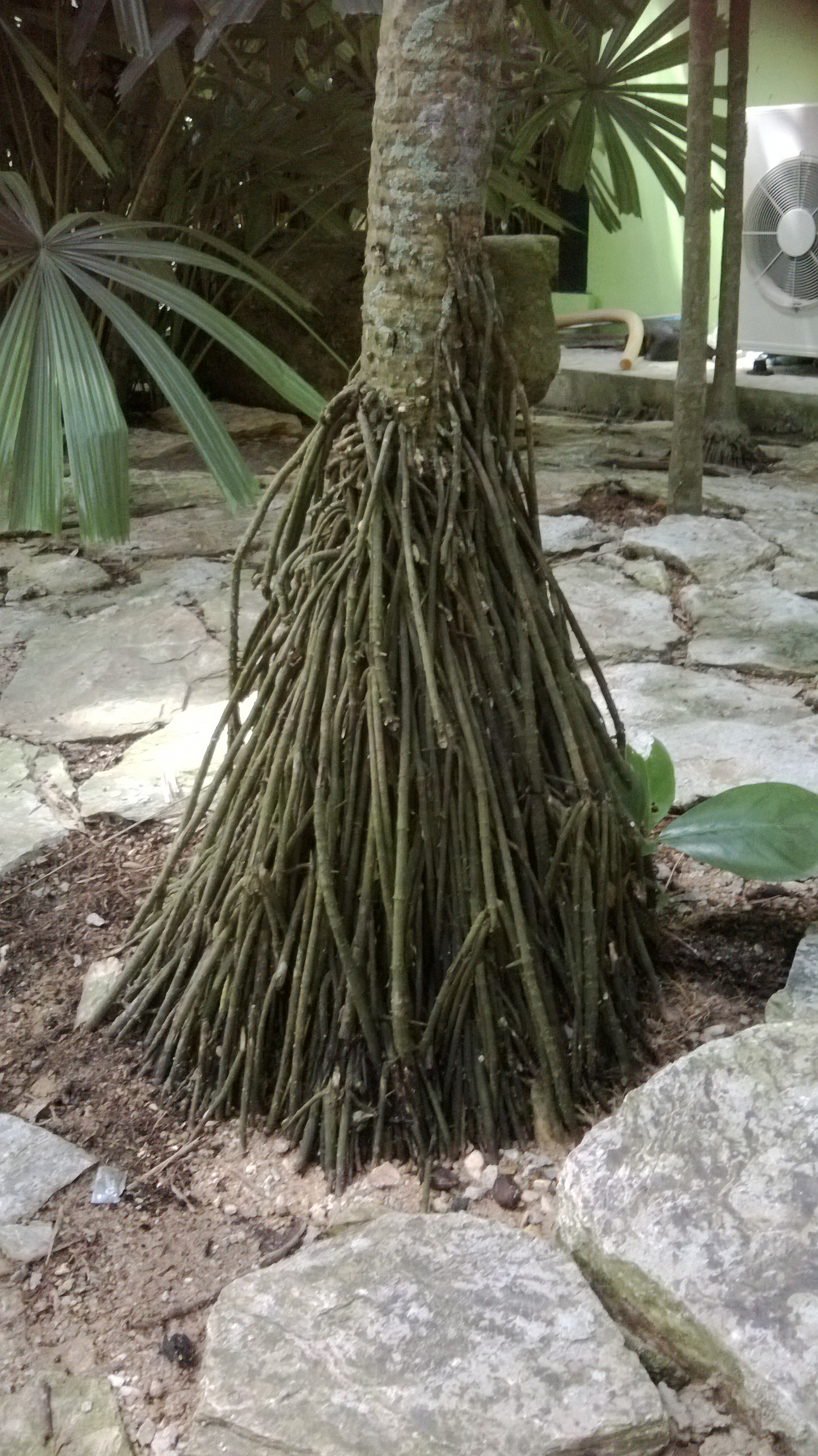